# Заголовацкий, Руслан Валентинович
Руслан Валентинович Заголовацкий (род. 1976) — глава Орехово-Зуевского городского округа Московской области. Член политического Совета Местного отделения партии «Единая Россия».

## Краткая биография
Руслан Валентинович Заголовацкий родился в Якутии в 1976 году. Имеет высшее юридическое образование.

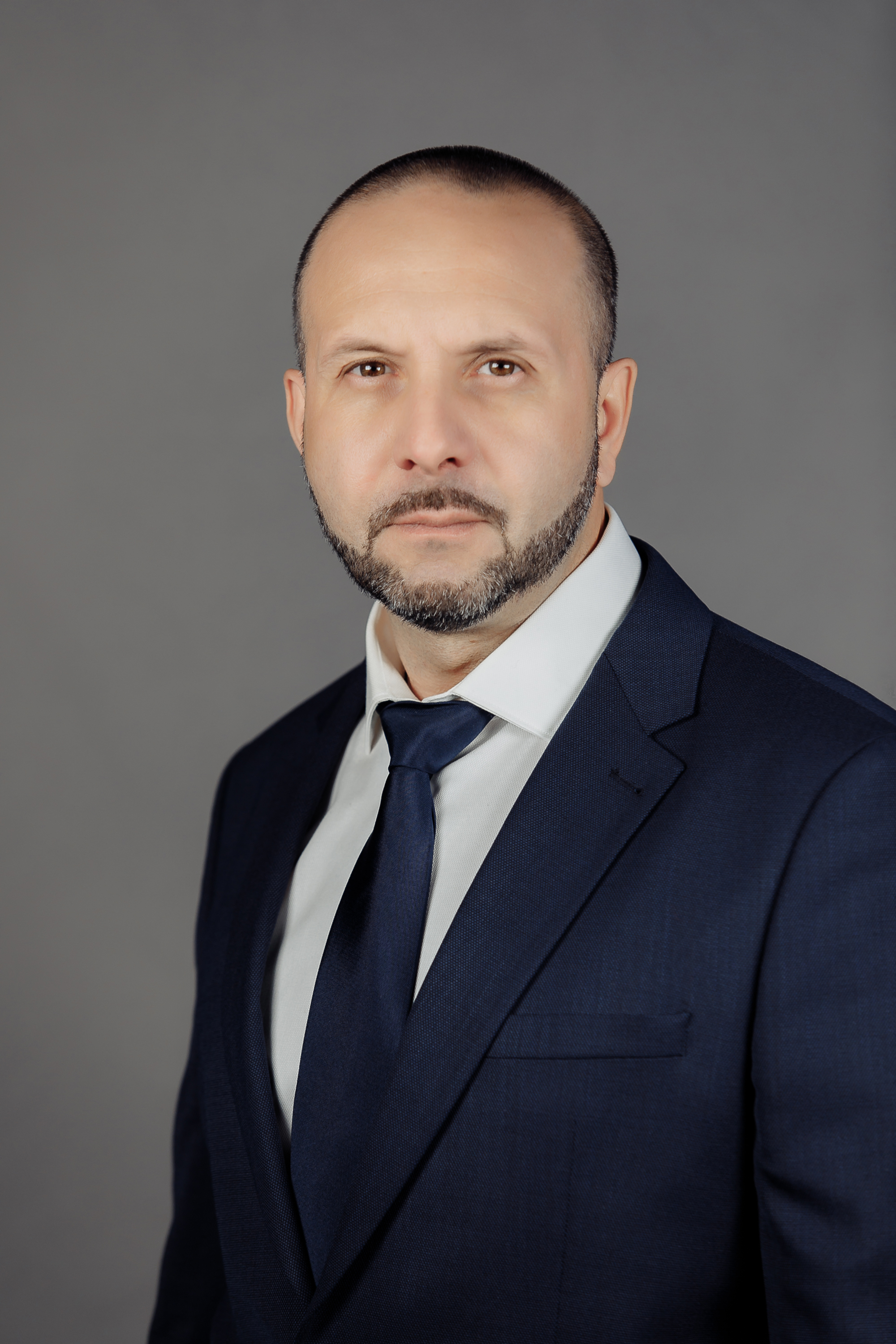
Руслан Заголовацкий — глава Орехово-Зуевского городского округа.

В город Орехово-Зуево он переехал вместе с семьёй ещё в школьные годы — на постоянное место жительства.
Сразу после армии долгое время служил в силовых структурах. Затем, с 2016 по 2019 годы, был заместителем главы администрации — начальником Управления по делам гражданской обороны, чрезвычайным ситуациям и территориальной безопасности администрации городского округа Орехово-Зуево. В должности заместителя главы администрации он продолжил работать и после объединения территорий городских округов Орехово-Зуево и Ликино-Дулёво.
Руслан Заголовацкий награждён медалью «За отличие в охране общественного порядка», Знаками губернатора Московской области «За ратную службу», «За труды и усердие».
25 ноября 2021 года Руслан Валентинович Заголовацкий был избран главой Орехово-Зуевского городского округа Советом депутатов муниципалитета на основании конкурсного отбора.